# Мадаваска (Мејн)
Мадаваска (енгл. Madawaska) насељено је место без административног статуса у америчкој савезној држави Мејн.

## Демографија
По попису из 2010. године број становника је 2.967, што је 359 (-10,8%) становника мање него 2000. године.
| Група             | 2000.         | 2010.         |
| Белци             | 3.261 (98,0%) | 2.904 (97,9%) |
| Афроамериканци    | 3 (0,1%)      | 9 (0,3%)      |
| Азијати           | 22 (0,7%)     | 8 (0,3%)      |
| Хиспаноамериканци | 6 (0,2%)      | 20 (0,7%)     |
| Укупно            | 3.326         | 2.967         |